# 巴爾堡
巴爾堡（法語：Fort de Bard，發音：[fɔʁ də baʁ]）是位於義大利西北部瓦萊達奧斯塔的一座要塞，同時也是一個村莊，經歷過多年放置及全面整修後，於2006年重新對外開放。現在巴爾堡既是博物館，也舉辦音樂和戲劇表演等活動。

## 外部連結
- Official website